# 松本幸四郎 (6代目)
六代目 松本 幸四郎（ろくだいめ まつもと こうしろう、文化8年（1811年） - 嘉永2年11月3日（1849年12月17日））は、江戸の歌舞伎役者。俳名は錦子、錦升。屋号は高麗屋。
父は名優五代目松本幸四郎。はじめ松本錦子の名で父の元で修業をつむ。1814年（文化11年）11月江戸市村座において五代目市川高麗蔵を襲名し初舞台。父の死後、1844年（天保15年）3月中村座で六代目松本幸四郎を襲名する。2年後の1846年（弘化3年）俳名の松本錦升を名乗る。
荒事や父譲りの『伽羅先代萩』（めいぼく せんだいはぎ）の仁木弾正（にっき だんじょう）や『義経千本桜』の権太などの実悪を得意としたが、大成を前に早世した。